# Araracuara vetusta
Araracuara vetusta – gatunek rośliny z rodziny szakłakowatych (Rhamnaceae) reprezentujący monotypowy rodzaj Araracuara. Takson ten opisany został w 2008 roku i znany jest tylko z płaskowyżu utworzonego z piaskowców w kolumbijskiej części Amazonii. Roślina została znaleziona w 1999 w departamencie Caquetá w południowej części Kolumbii. Występuje w formacjach zaroślowych z takimi gatunkami dominującymi jak Bonnetia martiana i Everardia montanana oraz Euceraea nítida i Tepuianthus colombianus. Obszar cechuje się dużą ilością opadów w skali rocznej (ok. 3000 mm), ale też obecnością okresu suchego trwającego od grudnia do lutego.
Nazwa rodzajowa utworzona została od nazwy regionu, w którym roślina została odkryta. Nazwa gatunkowa pochodzi od łacińskiego vetustum znaczącego stary i nawiązuje do pierwotnego charakteru tego taksonu i bardzo długiej historii formacji geologicznej, z którą jest związany.

## Morfologia
PokrójKrzew i małe drzewo osiągające od 1,5 do 5 m wysokości, o średnicy głównego pędu wynoszącej ok. 4 cm w środkowej jego części. Pędy są słabo rozgałęzione.
LiścieSkrętoległe. Skupiają się po kilkanaście do ok. 20 na końcach pędu. Młode liście pokryte czerwonymi włoskami. U nasady liście z dwoma skórzastymi przylistkami, które jednak szybko opadają. Ogonek liściowy długości 3,5 do 5 cm, czerwonawy, kanciasty, silnie ogruczolony. Blaszka liściowa skórzasta, lancetowata do wąskoeliptycznej, zwężająca się ku nasadzie i tu zbiegająca, na wierzchołku wyraźnie wycięta. Osiąga do 12–15 cm długości i ok. 5–5,5 cm szerokości.
KwiatyObupłciowe, drobne, żółte, zebrane w wiechowate kwiatostany wyrastające w kątach liści. Osie kwiatostanów długie do ok. 50 cm, w dole z kilkoma zredukowanymi liśćmi. Odgałęzienia wiechy silnie skrócone, stąd kwiatostan kłosopodobny. Kwiaty rozwijają się na szypułkach do 2 mm długości. Hypancjum stożkowate do 2,5 mm długości. Działek kielicha jest pięć (rzadko 4), są one trójkątne, zaostrzone, osiągają 0,6–7 mm długości. Płatki korony w liczbie pięciu są zredukowane (osiągają do 0,4 mm długości) i kapturkowato okrywają pręciki. Pręcików jest pięć, wolnych, do 1,5 mm długości, ich nitki są zgięte. Zalążnia trójkomorowa, naga, o średnicy 1 mm, otoczona mięsistym pierścieniem dysku miodnikowego. W każdej komorze z pojedynczym zalążkiem.
OwoceSuche, pękające, osiągające 9 mm średnicy i osadzone na szypule długości 4 mm. Początkowo zielone, stają się ciemnobrązowe po dojrzeniu. Nasiona jajowate, brązowe, bocznie spłaszczone, osiągające do 5 mm długości.

## Systematyka
Jeden z rodzajów z rodziny szakłakowatych (Rhamnaceae). Roślina posiada cechy charakterystyczne obecne u różnych rodzajów i plemion, w związku z czym trudno ją przypisać do dotychczas wyróżnianych taksonów w obrębie rodziny. Rodzaj klasyfikowany jest jako posiadający niejasną pozycję systematyczną (incertae sedis).